# گونار یاموولد
گونار یاموولد (انگلیسی: Gunnar Jamvold; ۲۲ آوریل ۱۸۹۶ – ۹ سپتامبر ۱۹۸۴) قایقران قایق بادبانی اهل نروژ بود.